# Burton Gillett
Burton Gillett (Elmira, 15 de outubro de 1891 - Los Angeles, 28 de dezembro de 1971) foi um cineasta e animador norte-americano. É mais conhecido pelo seu trabalho por dirigir a série Silly Symphony para a Disney, particularmente o curta-metragem de 1933, Three Little Pigs.